# Trichiorhyssemus cristatellus
Trichiorhyssemus cristatellus är en skalbaggsart som beskrevs av Bates 1887. Trichiorhyssemus cristatellus ingår i släktet Trichiorhyssemus och familjen Aphodiidae. Inga underarter finns listade i Catalogue of Life.